# 29705 Cialucy
29705 Cialucy è un asteroide della fascia principale. Scoperto nel 1998, presenta un'orbita caratterizzata da un semiasse maggiore pari a 2,5866004 UA e da un'eccentricità di 0,1081277, inclinata di 3,99874° rispetto all'eclittica.